# The X Factor (Stati Uniti d'America)
The X Factor è un programma televisivo statunitense, trasmesso per la prima volta nel 2011 e basato sul format britannico The X Factor. Arriva per la prima volta in America in diretta concorrenza con American Idol: la novità della versione americana è il limite di età dei concorrenti, portato a un minimo di 12 anni. La prima edizione ha visto la vittoria di Melanie Amaro, che ha vinto 5 milioni di dollari ed ha firmato un contratto con la Epic Records, la seconda è stata vinta da Tate Stevens, mentre la terza dal duo Alex e Sierra.
Tutte e tre edizioni del programma sono state trasmesse doppiate in italiano prima su Sky Uno e successivamente su Cielo.
L'8 febbraio 2014 l'emittente americana Fox annuncia che il programma non verrà più prodotto, visto il grande successo di ascolti riscosso in America dal rivale The Voice. Dopo la chiusura del programma, Simon Cowell ha deciso di tornare come giudice nel Regno Unito ad X Factor UK.

## Tabella riassuntiva
Legenda:
- Partecipante nella categoria Ragazzi o concorrente uomo della categoria 12-29
- Partecipante nella categoria Ragazze o concorrente donna della categoria 12-29
- Partecipante nella categoria 30+ o 25+
- Partecipante nella categoria Gruppi vocali
- Partecipante nella categoria Teenagers (per la seconda edizione)
- Partecipante nella categoria Under 25 (per la seconda edizione)

|                  | Prima puntata     | Finale           | Vincitore                    | Secondo classificato                  | Terzo classificato              | Presentatore                  | Sponsor                           | Giudici                                               | Giudici d'eccezione                           |
| ---------------- | ----------------- | ---------------- | ---------------------------- | ------------------------------------- | ------------------------------- | ----------------------------- | --------------------------------- | ----------------------------------------------------- | --------------------------------------------- |
| Prima edizione   | 21 settembre 2011 | 22 dicembre 2011 | Melanie Amaro (Simon Cowell) | Josh Krajcik (Nicole Scherzinger)     | Chris Rene (L.A. Reid)          | Steve Jones                   | Pepsi, Sony, Verizon, Chevrolet   | Simon Cowell Paula Abdul L.A. Reid Nicole Scherzinger | Cheryl Cole (audizioni Los Angeles e Chicago) |
| Seconda edizione | 12 settembre 2012 | 20 dicembre 2012 | Tate Stevens (L.A. Reid)     | Carly Rose Sonenclar (Britney Spears) | Fifth Harmony (Simon Cowell)    | Mario López, Khloé Kardashian | Pepsi, Sony, Verizon, Best Buy    | Simon Cowell Britney Spears L.A. Reid Demi Lovato     | Louis Walsh (audizioni Kansas)                |
| Terza edizione   | 11 settembre 2013 | 19 dicembre 2013 | Alex & Sierra (Simon Cowell) | Jeff Gutt (Kelly Rowland)             | Carlito Olivero (Paulina Rubio) | Mario López                   | CoverGirl, Herbal Essences, Honda | Simon Cowell Paulina Rubio Kelly Rowland Demi Lovato  | N/A                                           |

## Categorie dei giudici e concorrenti
In verde è colorata la categoria o il giudice vincente. I vincitori delle stagioni sono scritti in grande, gli altri partecipanti in piccolo.
| Edizione | Simon Cowell                                                             | Paula Abdul                                                    | Nicole Scherzinger                                                    | L.A. Reid                                                  |
| -------- | ------------------------------------------------------------------------ | -------------------------------------------------------------- | --------------------------------------------------------------------- | ---------------------------------------------------------- |
| Prima    | Ragazze 12-29 Melanie Amaro Rachel Crow Drew Simone Battle Tiah Tolliver | Gruppi Lakoda Rayne The Stereo Hogzz InTENsity The Brewer Boys | Over 30 Josh Krajcik LeRoy Bell Stacy Francis Dexter Haygood          | Ragazzi 12-29 Chris Rene Marcus Canty Astro Phillip Lomax  |
| Edizione | Simon Cowell                                                             | Demi Lovato                                                    | Britney Spears                                                        | L.A. Reid                                                  |
| Seconda  | Gruppi Fifth Harmony Emblem3 LYRIC 145 Sister C                          | Under 25 CeCe Frey Paige Thomas Jennel Garcia Willie Jones     | Teenagers Carly Rose Sonenclar Diamond White Beatrice Miller Arin Ray | Over 25 Tate Stevens Vino Alan Jason Brock David Correy    |
| Edizione | Simon Cowell                                                             | Demi Lovato                                                    | Paulina Rubio                                                         | Kelly Rowland                                              |
| Terza    | Gruppi Alex & Sierra Restless Road RoXxy Montana Sweet Suspense          | Ragazze Khaya Cohen Danie Geimer Rion Paige Ellona Santiago    | Ragazzi Carlito OliveroCarlos Guevara Josh Levi Tim Olstad            | Over 25 Jeff GuttJames Kenney Lillie McCloud Rachel Potter |

## Prima edizione (2011)
La prima edizione è andata in onda negli Stati Uniti dal 21 settembre al 21 dicembre 2011. In Italia è stata proposta da SkyUno ogni lunedì dal 23 gennaio 2012 e su Cielo la domenica dal 19 febbraio 2012 (esclusa domenica 22 aprile 2012).
| Categoria (giudice)   | Cantanti      | Cantanti      | Cantanti         | Cantanti        | Cantanti |
| --------------------- | ------------- | ------------- | ---------------- | --------------- | -------- |
| Ragazzi (Reid)        | Astro         | Chris Rene    | Marcus Canty     | Phillip Lomax   |          |
| Ragazze (Cowell)      | Drew          | Melanie Amaro | Rachel Crow      | Simone Battle   |          |
| 30+ (Scherzinger)     | Stacy Francis | Josh Krajcik  | LeRoy Bell       | Dexter Haygood  |          |
| Gruppi Vocali (Abdul) | InTENsity     | Lakoda Rayne  | The Stereo Hogzz | The Brewer Boys |          |

## Seconda edizione (2012)
| Categoria (giudice)    | Cantanti        | Cantanti      | Cantanti             | Cantanti      |
| ---------------------- | --------------- | ------------- | -------------------- | ------------- |
| Teenagers (Spears)     | Beatrice Miller | Arin Ray      | Carly Rose Sonenclar | Diamond White |
| Under 25 (Lovato)      | CeCe Frey       | Jennel Garcia | Willie Jones         | Paige Thomas  |
| Over 25 (Reid)         | Vino Alan       | Jason Brock   | David Correy         | Tate Stevens  |
| Gruppi Vocali (Cowell) | Emblem3         | Fifth Harmony | LYRIC 145            | Sister C      |

## Terza edizione (2013)
| Categoria (giudice)    | Cantanti       | Cantanti      | Cantanti        | Cantanti        |
| ---------------------- | -------------- | ------------- | --------------- | --------------- |
| Ragazzi (Rubio)        | Carlos Guevara | Josh Levi     | Carlito Olivero | Tim Olstad      |
| Ragazze (Lovato)       | Khaya Cohen    | Danie Geimer  | Rion Paige      | Ellona Santiago |
| Over 25 (Rowland)      | Jeff Gutt      | James Kenney  | Lillie McCloud  | Rachel Potter   |
| Gruppi Vocali (Cowell) | Alex & Sierra  | Restless Road | RoXxy Montana   | Sweet Suspense  |